# HollyStar
 (février 2017).
HollyStar est un service de location de films en DVD et Blu-ray ainsi qu’en flux continu sur Internet — vidéo à la demande (VOD) — disponible en Suisse, en France et en Belgique.
Connu auparavant sous le nom de dvdfly, HollyStar évolue sur un marché où elle côtoie des câblo-opérateurs et tisse même des partenariats avec certains d’entre eux.

## Historique
- 2004 : Lancement du service dvdfly en France, Belgique et Suisse.
- 2007 : Lancement du service de la vidéo à la demande (VOD) en Suisse.
- 2008 : dvdfly conclu un partenariat avec le Festival international du film fantastique de Neuchâtel.
- 2008:  Arrivée de Thomas Bournez
- 2010 : Lancement de la MovieBox offrant accès à WarnerTV en collaboration avec Warner Bros.
- 2010 : dvdfly fournit la VOD pour Orange Suisse.
- 2011 : dvdfly est partenaire de la série à succès La Guerre des Romands.
- 2012 : dvdfly devient HollyStar.
- 2012 : HollyStar fournit la VOD pour Sunrise.
- 2012 : Lancement de la VOD d’HollyStar sur Smart TV de Samsung, LG, et Panasonic.
- 2013 : Lancement de la première application mobile de VOD en Suisse (iOS & Google Play).
- 2014 : Arrivée de Yannick Bouchard. Depuis, l'entreprise a connu une expansion fulgurante
- 2016 : Fusion du stock de DVD et Bluray de France avec le stock Suisse. Les films sont désormais envoyés depuis la Suisse vers la France. Les délais postaux étant rallongés, Hollystar envoi désormais les films 3 par 3 au lieu de 2 par 2.
- 2017 : annonce le 14 août par Hollystar de l'arrêt définitif du service français de location de DVD à compter du 1er octobre 2017

## Vidéo à la demande (VOD)
Avec la vidéo à la demande, il est possible de télécharger des films et de les regarder directement sur un PC/MAC ou sur un téléviseur soit via Smart TV, soit à l’aide d’une set-top-box comme la MovieBox de HollyStar. Cette dernière donne accès à un catalogue de films en VOD, DVD et en Blu-ray.
Les modes de consommation VOD :
- T-VOD : mode pour accéder aux films de toutes catégories.
- S-VOD : donne un accès illimité à un catalogue.
- F-VOD : comprend des programmes TV récemment diffusés (YouTube, Dailymotion, Deezer, etc.).

## Enquête À bon entendeur
Dans son émission du 20 septembre 2011, A bon entendeur émission phare de chaîne publique RTS a dressé un panorama des offres de VOD en Suisse, et a conclu qu’HollyStar était le service offrant le plus grand nombre de films en français.

## 2013: Année de la VOD mobile
Le 13 juin 2013, HollyStar présente au cours d'une conférence de presse sa propre application mobile, devenant le premier service Suisse de visionnage de film en VOD depuis des terminaux mobiles (Smartphones & tablettes). Les autres concurrents du marché Suisse ne devraient pas tarder à répliquer et ainsi combler le retard technologique du marché Suisse de la VOD par rapport aux États-Unis où Netflix possède elle aussi et depuis quelques mois déjà, sa propre application mobile.